# Ólafur Jóhann Ólafsson

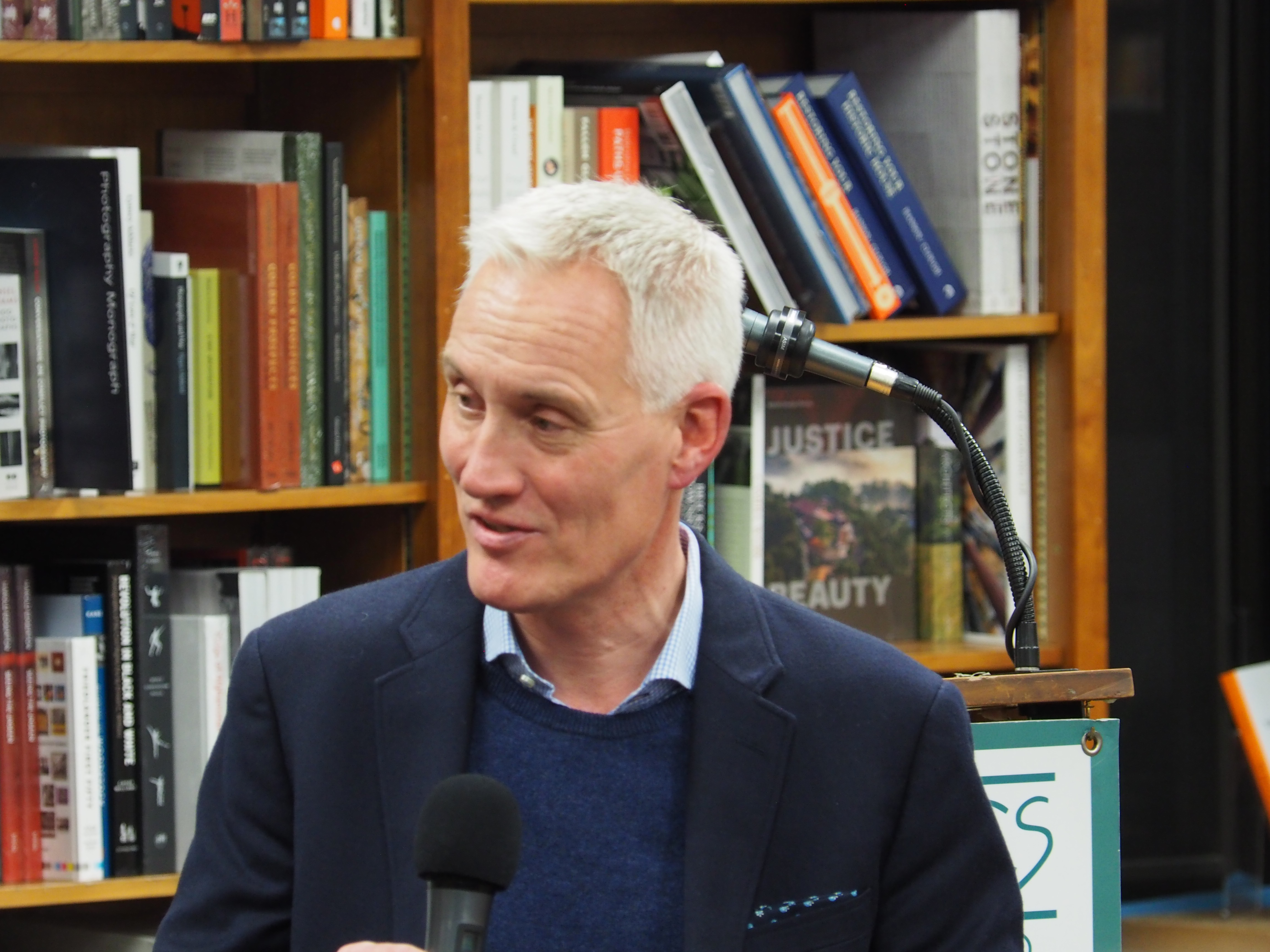
Ólafur Jóhann Ólafsson, 2020

Ólafur Jóhann Ólafsson (auch Olaf Olafsson; * 26. August 1962 in Reykjavík, Island) ist ein isländischer Autor und Manager. Er ist verheiratet, hat drei Kinder und lebt in den USA. Der isländische Schriftsteller Ólafur Jóhann Sigurðsson war sein Vater.

## Leben
Nach dem Highschool-Abschluss ging er ins Ausland, um weiter zu studieren und diplomierte 1985 als Physiker an der amerikanischen Brandeis University in Massachusetts.
Im Anschluss an sein Studium arbeitete Ólafur ab 1985 für die US-Niederlassung des Elektronikkonzerns Sony. Als Präsident des 1991 gegründeten Geschäftsbereichs Sony Electronic Publishing organisierte er Sonys Einstieg in die Videospiel-Branche. Dazu gehörten die Aktivitäten  des Publishers Sony Imageworks, die Übernahme des britischen Entwicklers Psygnosis 1993 und der Verkaufsstart der Spielkonsole PlayStation auf den westlichen Märkten im Jahr 1995.
Von 1996 bis 1999 arbeitete er für die Firma Advanta und wurde 1999 Vice Chairman von Time Warner Digital Media.

## Werke
Trotzdem fand Ólafur immer wieder Zeit zu schreiben. Zunächst waren dies Artikel für wissenschaftliche Zeitschriften. 1986 veröffentlichte er eine Sammlung von Kurzgeschichten unter dem Titel Níu lyklar. Sein erster Roman Markaðstorg guðanna erschien 1988. Seither hat er eine ganze Anzahl von Romanen und Theaterstücken geschrieben.
Der Roman Fyrirgefning syndanna (1991, deutsch: Vergebung der Sünden, 1995, aus dem Isländischen von Moritz Kirsch) wurde für den isländischen Literaturpreis nominiert. Das Theaterstück Fjögur hjörtu hatte 1997 im Loftkastalinn Theater Premiere. Eine Adaption seines Romanes Sniglaveislan wurde 2001 von der Akureyri Drama Society uraufgeführt. Der Roman Slóð fiðrildanna (1999, deutsch: Der Weg nach Hause, 2002, aus dem Englischen von Christiane Winkler) soll von Paloma Pictures in Hollywood verfilmt werden.